# 倫弗魯男爵
倫弗魯男爵（英語：Baron of Renfrew）是蘇格蘭貴族爵位中的一個男爵爵位。自1404年起由王位的法定繼承人所持有。現任持有者為威爾斯親王威廉，即現任羅撒西公爵. 。1469年，蘇格蘭議會通過的一項法案確認了爵位的繼承模式。倫弗魯是格拉斯哥附近的一個小鎮，有時被稱為「斯圖爾特王室搖籃」。
在蘇格蘭，男爵是封建頭銜，而不是貴族頭銜：蘇格蘭議會領主相當於英格蘭或英國男爵。然而，有些人聲稱1469年的繼承法案有效地將倫弗魯男爵提升為貴族。其他人則認為，男爵爵位於1603年詹姆斯六世和一世繼位後成為共主邦联時期的貴族爵位。1999年5月18日的國會議事錄（上議院- 書面答复）給出了官方立場：“倫弗魯男爵根本不是貴族爵位；它是蘇格蘭的封建或小男爵領。”
倫弗魯勛爵的頭銜被愛德華七世和愛德華八世在任王儲時期以個人身份旅遊時使用。在於威爾士親王查爾斯即現任君主查爾斯三世交往初期，戴安娜·斯賓塞給她的朋友們起了“查爾斯·倫弗魯”（Charles Renfrew）作為她約會的男人的名字。